# 놀란 헤밍스

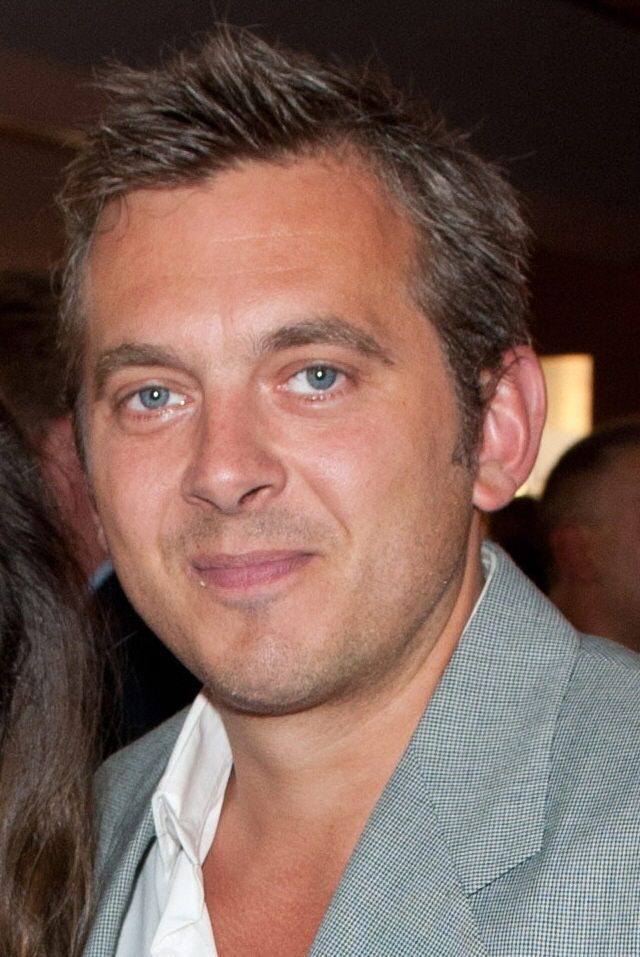

놀란 헤밍스(Nolan Hemmings, 1970년 1월 1일 ~ )는 영국의 배우, 영화배우이다.
영국에서 태어났다.

## 영화
- 컬러 미 큐브릭 (2005년)
- 아리아 커플 (2004년)
- 라스트 오더스 (2001년)
- 밴드 오브 브라더스 (2001년) - Sgt. 찰스 척 그랜트 역
- 샤프의 이글 (1993년)
- 하트비트 (1992년)
- 볼륨을 높여라 (1990년)